# Talinopsis frutescens
Talinopsis frutescens ist die einzige Pflanzenart der monotypischen Gattung Talinopsis aus der Familie der Anacampserotaceae.

## Beschreibung
Talinopsis frutescens wächst als wenig verzweigter Halbstrauch und erreicht Wuchshöhen von bis zu 60 Zentimeter. Die holzigen Triebe entspringen fleischigen, perlenkettenartigen Wurzeln. Die Laubblätter sind gegenständig oder wirtelig angeordnet. Ihre stielrunde, zugespitzte, weiche und fleischige Blattspreite ist bis zu 30 Millimeter lang und 2 Millimeter breit. Die Blattachseln sind nur wenig behaart.
Der wenig verzweigte, endständige, zymöse Blütenstand trägt bis zu fünf Blüten. Deren eiförmige bis elliptischen Kelchblätter sind membranartig. Sie sind 8 Millimeter lang und 5 Millimeter breit. Die etwa 10 Millimeter langen und 4 bis 5 Millimeter breiten, karminroten bis blassrosafarbenen Kronblätter sind eiförmig bis verkehrt eiförmig. Es sind 20 bis 25 Staubblätter vorhanden.
Die Kapselfrüchte erreichen eine Länge von 10 bis 15 Millimeter. Sie besitzen sechs Exocarp-Klappen und ein dreiklappiges Endocarp, das in der oberen Hälfte aufbricht. Die in ihnen enthaltenen blassbräunlichen, kommaartigen und gehakten, körnigen bis warzigen Samen sind nicht geflügelt. Sie sind 1,5 Millimeter breit.

## Systematik und Verbreitung
Talinopsis frutescens ist im Süden der Vereinigten Staaten in den Bundesstaaten New Mexico und Texas verbreitet. Im angrenzenden Norden Mexikos reicht das Verbreitungsgebiet bis nach San Luis Potosí.
Die Erstbeschreibung erfolgte 1852 durch Asa Gray. Ein Synonym ist Grahamia frutescens (A.Gray) G.D.Rowley (1994).

## Nachweise